# Roberto Colautti
Roberto Colautti (24 de maio de 1982) é um jogador de futebol israelense. Joga atualmente pelo clube Borussia Mönchengladbach.